# 全美音樂獎
全美音樂獎（英語：American Music Awards，縮寫為AMA）是美國最知名的音樂頒獎典禮之一，與葛萊美獎、告示牌音樂獎並稱為美國三大頒獎典禮，各個獎項皆是奖励各個美国音樂家的杰出成就。

## 歷史與概要

### 創始
1973年，為了與葛萊美獎競爭，美國電視名人迪克·克拉克（Dick Clark）創辦第一屆全美音樂獎。主持人由麥可·傑克森、唐尼·奧斯蒙（Donny Osmond）、羅德尼·艾倫·麗皮（Rodney Allen Rippy）和瑞克·塞格爾（Ricky Segall）共同擔任。

### 與葛萊美的差異
葛萊美獎得主是由娛樂產業成員們的投票所選出，而全美音樂獎則由唱片消費者投票決定。三大音樂獎（葛萊美獎、全美音樂獎、告示牌音樂獎）互相競爭名望和收視率。葛萊美獎將重點放在品質上，全美音樂獎及告示牌音樂獎則主打大眾化。
另一個最大的不同是，全美音樂獎到目前為止都沒有設置最佳單曲/專輯的獎項。

### 年度最受歡迎藝人
1996年，全美音樂獎設立了「年度最受歡迎藝人」獎。該年得獎的葛斯·布魯克斯（Garth Brooks）上台表示他不應該得到這個獎，因為他這一年內沒有做什麼事，說完便離開頒獎台。全美音樂獎之後不再頒發該獎項。

### 國際風氣
雖然全美音樂獎以美國本土的藝人為主，但艾爾頓·強（Elton John）、席琳·狄翁（Céline Dion）、仙妮亞·唐恩（Shania Twain）、喬治·麥可（George Michael）、蕾哈娜（Rihanna）、德雷克（Drake）、小賈斯汀（Justin Bieber）、尚恩·曼德斯（Shawn Mendes）、安立奎（Enrique Iglesias）、紅髮艾德（Ed Sheeran）、杜娃·黎波（Dua Lipa）、1世代（One Direction）及其成員、贊恩·馬利克（Zayn Malik）、夏奇拉（Shakira）和辣妹合唱團（Spice Girls）等非美國籍歌手也都曾獲獎。這有一部分是他們在美國也受到極大的歡迎。

### 主持人
從第一屆開始，全美音樂獎常常採用多位主持人，各負責一種音樂類型。像是葛倫·坎伯（Glen Campbell）負責鄉村部門，其他主持人就負責其他的音樂類型。最近幾年，全美音樂獎也採用單主持人。2008年，Jimmy Kimmel 連續四年擔任主持人。
從1973年至2003年，全美音樂獎都在一月中下旬舉行。但為了避免碰上幾個重大的頒獎典禮（如金球獎與奧斯卡金像獎），於是將頒獎日期移至11月。

### 年代歌手
2000年，全美音乐奖发起了投票，选出在摇滚时代各年代的代表艺人，结果如下：
- 1950年代：埃尔维斯·普雷斯利（Elvis Presley）
- 1960年代：披头士 （The Beatles）
- 1970年代：史提夫·汪达（Stevie Wonder）
- 1980年代：迈克尔·杰克逊（Michael Jackson）
- 1990年代：葛斯·布鲁克斯（Garth Brooks）
- 2000年代：無
- 2010年代：泰勒·斯威夫特（Taylor Swift）

不過該次投票的结果并未计入歌手的全美音乐奖获奖总数中。

## 獲獎次數最多的歌手
全美音乐奖获奖次数最多的歌手及女歌手為泰勒·斯威夫特，她共获得过34个奖项。獲獎次數最多的男歌手為麥可·傑克森共獲得24個獎項。获得最多全美音乐奖的组合是阿拉巴马合唱团，共获得过23个奖项。
單屆最高获奖次数是由麥可·傑克森（1983年的《颤栗》）和惠妮·休斯頓（1992年的《终极保镖》电影原声带）两人共同保持的8项纪录。
| 歌手/團體      | 獲獎次數 | 描述                   |
| -------------- | -------- | ---------------------- |
| 泰勒·斯威夫特  | 34       | 獲獎最多的歌手及女歌手 |
| 迈克尔·杰克逊  | 24       | 獲獎最多的男歌手       |
| 阿拉巴马合唱团 | 23       | 獲獎最多的團體         |
| 惠妮·休斯頓    | 21       |                        |
| 肯尼·羅傑斯    | 19       |                        |
| 加斯‧布魯克斯  | 17       |                        |
| 小賈斯汀       | 15       |                        |
| 瑞芭·麥肯泰爾  | 15       |                        |
| 萊諾‧李奇      | 15       |                        |
| 蕾哈娜         | 13       |                        |
| 卡麗‧安德伍    | 13       |                        |
| 威利·納爾遜    | 12       |                        |
| 珍妮‧傑克遜    | 11       |                        |
| 提姆‧麥克羅    | 11       |                        |
| 史提夫‧汪達    | 11       |                        |
| 瑪麗亞‧凱莉    | 10       |                        |
| 瑞迪‧崔維斯    | 10       |                        |

## 外部連結
- 全美音樂獎官方网站[永久]